# Shahrestān di Kuhbonan
Lo shahrestān di Kuhbonan (farsi شهرستان کوهبنان) è uno dei 23 shahrestān della provincia di Kerman, il capoluogo è Kuhbonan. Lo shahrestān è suddiviso in 2 circoscrizioni (bakhsh): 
- Centrale (بخش مرکزی)
- Tugrol Al Jerd (بخش طغرالجرد), con la città di Kian Shahr.